# Вяткина, Наталия Николаевна
Наталия Николаевна Вяткина (род. 4 августа 1941, Вологда)— cкульптор, художница монументально-декоративного искусства, график. Заслуженный художник Российской Федерации (2006).

## Биография
Родилась 4 августа 1941 года в Вологде. В 1971 году окончила Московское высшее художественно-промышленное училище, факультет монументально-декоративного искусства (преподаватели: Б. Е. Симаков; Г. А. Захаров). Работала в Доме творчества в Риге под руководством известного скульптора И. Л. Слонима (1971-1973).
Станковые произведения представлены в собраниях Государственной Третьяковской галереи, Государственного музея Кусково, Государственной картинной галереи г. Вологды, Тольятти, Ярославля, Нижнего Тагила и других городах Российской Федерации. В зарубежных музеях: Италии, Венгрии, Украины и др. В частных коллекциях в России и за рубежом.
Постоянная участница московских, всероссийских, зарубежных и международных выставок (с 1965 г.) Персональные выставки прошли во многих городах России (в Москве, в залах Российской академии художеств, в Вологде, в залах Вологодской областной картинной галереи и других городах) и зарубежных стран: Италии, Германии, Ирландии, Венгрии, Франции и других стран.
Живёт и работает в Москве.

## Звания
- Член-корреспондент Российской академии художеств (Отделение скульптуры, с 2012 года)
- Заслуженный художник Российской Федерации (2006)
- Член Союза художников СССР, России (1973)
- Член Московского Союза художников (1992)

## Основные проекты и произведения
Монументально-декоративные композиции: «Легенды степей» (Степногорск, Казахстан, 1984), «Степь» (Степногорск, Казахстан, 1986), «Юность» (Степногорск, Казахстан, 1987), «Русские изразцы» (д. Ферапонтово Вологдской области, 1972), «Времена года» (Обнинск, санаторий, 1985), «Солнце, воздух и вода» (Сочи, 1982)
Монументально-скульптурные композиции: «Лежащая» (Тверь, 1975), «Победа» (Москва, 2005)
Рельефы: «Солнце и море» (Адлер, 1982), «Источники Кавказа» и «Застолье» (Железноводск, 1983), «Утро», «Флора», «Подводное плавание» (Адлер, 1985), «Музыка», «Поэзия» для библиотеки, (Новокузнецк, 1991), «Отдых» (санаторий «Ершово», Московская область,2001), «Юные музыканты» (Москва, Детская хоровая школа, 2006)
Скульптурные композиции: «Концерт» (шамот, Вологодская областная картинная галерея, 1972), «Мать. Бедствие» (шамот, Италия, 1989), «Сирота» (шамот, 1990), «Муза» (фарфор, Государственный музей керамики «Усадьба Кусково XVIII в.», 1990), «Материнство - 1990» (шамот, 1990), «Ангел» (фарфор, Государственный музей керамики «Усадьба Кусково XVIII в.», 1992), «Поэт» (фарфор, 1992), «Парочка» (фарфор, Государственная Третьяковская галерея, 1992), «Весенние качели» (дерево, 1991) , «Парочка под зонтиком» (шамот, 1991), «Грусть» (фарфор, Государственная Третьяковская галерея, 1994), «Модель-1» (бронза, 1999), «Женщина» (бронза, 2000), «Вдохновенный композитор» (шамот, 2009), «Кружевница» (шамот, 2010), «Амазонка» (шамот, 2011), «Архитектура» (2013), «Арфа» (2014), «Бутон» (бронза, 2014)
Портреты: сестры (фарфор, 1984), литературного критика В.И. Коробова (шамот, Вологодского государственного историко-архитектурного и художественного музея-заповедника, 1985), Розы (шамот, Италия, 1995), мамы (бронза, 1998), концертмейстера (шамот, 2000)

## Государственная и общественная деятельность
Член Правления секции скульптуры Московского союза художников (1993-2000 гг.);
Член Комиссии по культуре Региональной общественной организации «Вологодское землячество» в г. Москве (с 2006 года);
Член Региональной общественной организации «Общество солидарности и сотрудничества народов Азии и Африки» (с 2007 года);
Член Автономной некоммерческой организации «Доступная среда — инвалидам» (с 2013 года).

## Государственные и общественные награды и премии
- Почётный диплом Международного конкурса «Италия – 1973» (Фаэнса, Италия, 1973) Премия МОСХа в номинации «Лучшая работа 1988 года» (1988)
- Лауреат Международного конкурса скульптуры в керамике (Гвалдо-Тадино, Италия, 1994)
- Медаль «В память 850-летия Москвы» (1997)
- Серебряная медаль «За заслуги в изобразительном искусстве» МСХ (2011г.)
- Благодарственные письма – Вологодского государственного историко-архитектурного и художественного музея-заповедника (1998г.), Нижнетагильского государственного музея изобразительных искусств (2005), Региональной общественной организации «Общество солидарности и сотрудничества народов Азии и Африки» (2013); Благодарственное письмо Губернатора Вологодской области (2012)
- Лауреат многих всесоюзных, всероссийских и международных Творческих групп по декоративному искусству.

## Награды Российской академии художеств
- Диплом РАХ (1999)
- Медаль «Достойному» РАХ (2016)